# Emanuel Aufrecht
Emanuel Aufrecht (* 13. März 1844 in Loslau/Oberschlesien; † 20. Februar 1933 in Leobschütz/Oberschlesien) war ein Internist und Forscher.

## Ausbildung
Emanuel Aufrecht, Sohn jüdischer Eltern, besuchte das Gymnasium in Ratibor und studierte anfangs in Breslau und dann in Berlin Medizin. Hier wurde er 1866 bei Rudolf Virchow mit einer Dissertation über die Eingeweidesyphilis promoviert. Er erwarb 1867 die Approbation als Arzt.

## Beruf
Unterbrochen von seiner Militärdienstzeit war er anschließend bis 1870 Assistent von Karl Gottlieb Ludwig Schneider (1819–1879) in Magdeburg am Krankenhaus Altstadt. Er nahm mit einer Eisernes Kreuz-Auszeichnung am Krieg 1870/71 teil und ließ sich anschließend in Magdeburg in eigener Praxis nieder. 1879 wurde er zum Leitenden Arzt der Medizinischen Klinik des Krankenhauses Magdeburg-Altstadt gewählt und blieb in dieser Stellung bis Ende 1905, seit 1893 auch als Ärztlicher Direktor des Krankenhauses und Stadtverordneter. Danach praktizierte Aufrecht wieder privat bis 1914 in Magdeburg, bis 1918 in Berlin und seit 1919 in Leobschütz.
Als Facharzt für Innere Medizin galt er als Spezialist für Nierenkrankheiten. Er befasste sich aber auch, zum Teil experimentell, mit der Behandlung der Lungentuberkulose und förderte vor allem die Heilstättenbewegung, z. B. die Gründung der Heilstätten Lostau und Vogelsang. Aufrecht nahm großen Einfluss auf die bauliche Ausgestaltung des Krankenhauses Magdeburg-Altstadt und auf die Planung des Sudenburger Krankenhauses. Er bemühte sich auch sehr um die Anhebung des Niveaus der Krankenpflege, so als Lehrbuchautor und als Lehrer, unter anderem an der Rotkreuzmutterhaus Kahlenbergstiftung, sowie 1903 als Gründer des Vereins Magdeburger Schwestern.
Von 1881 bis 1887 gab er in Magdeburg die Zeitschrift Pathologische Mittheilungen heraus und war ab 1894 langjähriger Mitarbeiter an Hermann Nothnagels einflussreicher Buchreihe „Specielle Pathologie und Therapie“. Seit 1869 war er Mitglied der Medizin-Gesellschaft zu Magdeburg, sie wählte ihn 1914 zum Ehrenmitglied.

## Werke
- Ueber das Magdeburger Krankenhaus, in: Hermann Rosenthal (Hrsg.): Festschrift für die Mitglieder und Theilnehmer der 57. Versammlung Deutscher Naturforscher und Aerzte, 1884, S. 305–318
- Zur Verhütung und Heilung der chronischen Lungentuberkulose, Hölder, Wien, 1898
- Anleitung zur Krankenpflege, Hölder, Wien, 1898
- Die Lungenentzündungen, Hölder, Wien, 1897, 1899, 1919
- Die Ursache und der örtliche Beginn der Lungenschwindsucht, Hölder, Wien, 1900
- Über die Lungenschwindsucht, Faber, Magdeburg 1904
- Pathologie und Therapie der Lungenschwindsucht, Hölder, Wien & Leipzig, 1905, 1913
- Pathologie und Therapie der Arteriosklerose, Hölder, Wien & Leipzig, 1910
- Zur Pathologie und Therapie der diffusen Nephritiden, Hirschwald, Berlin, 1918
- Kenntnis und Behandlung innerer Krankheiten, Priebatsch, Breslau, 1928